# Étais-la-Sauvin
Étais-la-Sauvin es una localidad y comuna francesa situada en la región de Borgoña, departamento de Yonne, en el distrito de Auxerre y cantón de Coulanges-sur-Yonne.

## Demografía
Es la comuna más poblada del cantón.
| 1191 | 1311 | 1304 | 1472 | 1618 | 1592 | 1765 | 1828 | 1923 | 1832 | 1813 | 1751 | 1736 | 1660 | 1628 | 1802 | 1532 | 1415 | 1453 | 1323 | 1258 | 1258 | 1215 | 1195 | 1118 | 953 | 954 | 882 | 787 | 754 | 696 | 692 | 705 |
| Para los censos de 1962 a 1999 la población legal corresponde a la población sin duplicidades (Fuente: INSEE [Consultar]) |      |      |      |      |      |      |      |      |      |      |      |      |      |      |      |      |      |      |      |      |      |      |      |      |     |     |     |     |     |     |     |     |

## Administración

### Alcaldes
- 1892 a 1904 : Eliacin Tournier ;
- 1904 a 1907 : Laurent Devilliers ;
- 1908 a 1909 : Jules Fabre ;
- 1909 a 1912 : Jules Martin ;
- 1912 a 1919 : Louis Coignet ;
- 1919 a 1938 : Paul Poirier ;
- 1938 a 1941 : Paulin Thomas ;
- 1941 a 1944 : delegación especial ;
- 1944 a 1947 : Paulin Thomas ;
- 1947 a 1954 : Paul Boutron ;
- 1954 a 1959 : Jean Mayer ;
- 1959 a 1983 : Fernand Simoneau ;
- 1983 a 2001 : Louis Lièvre ;
- 2001 a 2008 : Bernard Cheveau ;
- Desde 2008 : Claude Macchia.